# ルートヴィヒ・ディル
ルートヴィヒ・ディル（Wilhelm Franz Karl Ludwig Dill、1848年2月2日 - 1940年10月24日）はドイツの画家である。「ミュンヘン分離派」の創立メンバーであり、後に会長も務めた。

## 略歴
バーデン＝ヴュルテンベルク州のゲルンスバッハ(Gernsbach)でバーデン大公国の役人で詩人・音楽家でもあった同名の父親(Ludwig Dill または Louis Dill）の息子に生まれた。はじめ建築家をめざして、シュトゥットガルトの専門学校で学ぶが、1874年にミュンヘン美術院に移り、カール・フォン・ピロティやオットー・ザイツに学び、風景画を学んだアドルフ・ハインリヒ・リアー(Adolf Heinrich Lier)から影響を受け、風景画を描くことを選んだ。
いろいろな場所を旅して、絵を描き、ヴェネツィアがお気に入りの場所となり、海岸の風景や船などをよく描いた。1892年の「ミュンヘン分離派」の創立メンバーとなり1894年から1899年の間は会長を務めた。
ダッハウの近くの村に美術学校((Dachauer Malschule)を開いた画家のアドルフ・ヘルツェルと親しくなり、ダッハウ地域の沼地や小川の景色に惹かれるようになった。1896年にダッハウに家を買い、ヘルチェルやアルチュール・ラングハマーらと「ダッハウ芸術家村」(Künstlerkolonie Dachau)を形成することなった。
1899年にカールスルーエの美術アカデミーの教授になり、1919年まで教授を続けたが夏はダッハウで過ごした。ルートヴィヒ・シュトルヴェルクのチョコレート会社の風景画カードのための風景画の応募作品の審査員も務めた。最初の妻を亡くした後、1909年に画家のヨハンナ・マルブルク(Johanna Malburg）と結婚した。
1936年に、ダッハウの名誉市民になり、90歳になった1938年に生まれ故郷のゲンスバッハの名誉市民になった。

## 作品
- 「ベネツィアの漁師」(1880)
- 「河と橋」'c.1880)
- 「漁船」(c.1890)
- Amperの雪解け(1897)
- 「浅瀬で」(c.1900)
- 「オランダの船大工」
- 「雷雨の兆候」(1905年以前)
- 「朝」